# Cryptocarya pallidifolia
Cryptocarya pallidifolia är en lagerväxtart som beskrevs av André Joseph Guillaume Henri Kostermans. Cryptocarya pallidifolia ingår i släktet Cryptocarya och familjen lagerväxter. Inga underarter finns listade i Catalogue of Life.